# Banks (Oregon)
Banks az Amerikai Egyesült Államok északnyugati részén, Oregon állam Washington megyéjében, a Tualatin-völgyben helyezkedik el. A 2010. évi népszámláláskor 1777 lakosa volt. A város területe 0,96 km², melynek 100%-a szárazföld.
A település a 34 km hosszú, biciklisek, hegymászók és lovasok által közkedvelt Banks–Vernonia állami ösvény déli vége. A közösséget John és Nancy Banksről, két tejüzem-tulajdonosról nevezték el. Városi rangot 1921-ben kapott. A megye nyugati felén, a 6-os és 47-es utak találkozásánál fekszik.

## Népesség

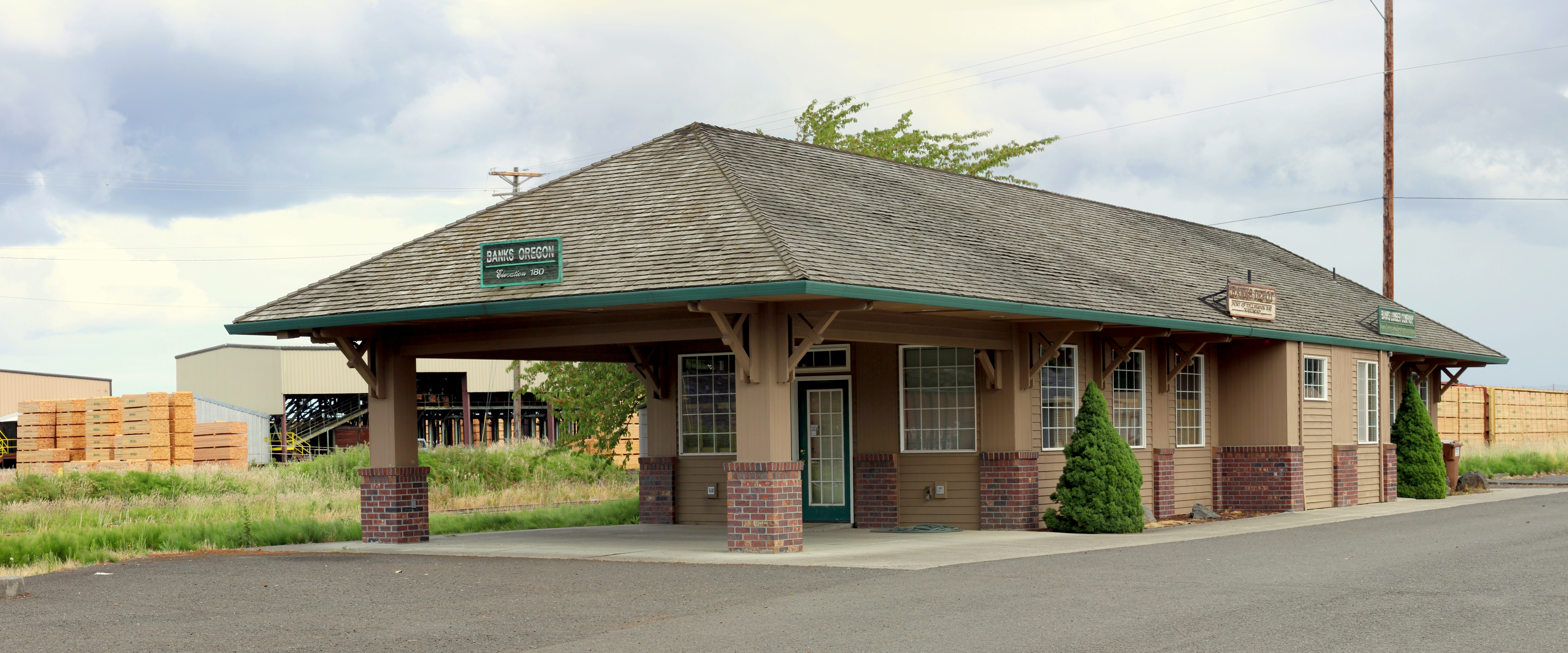
Vasútállomás

### 2010
A 2010-es népszámláláskor a városnak 1777 lakója, 553 háztartása és 445 családja volt. A népsűrűség 1854,3 fő/km2. A lakóegységek száma 580, sűrűségük 605,3 db/km2. A lakosok 92,5%-a fehér, 0,3%-a afroamerikai, 0,6%-a indián, 1,2%-a ázsiai, 0,3%-a a Csendes-óceáni szigetekről származik, 1,4%-a egyéb, 3,8%-a pedig kettő vagy több etnikumú. A spanyol vagy latino származásúak aránya 7% (5,3% mexikói, 0,5% Puerto Ricó-i, 0,1% kubai, 1,2% egyéb spanyol vagy latino származású.)
A háztartások 57,1%-ában élt 18 évnél fiatalabb. 59,5% házas, 13,4% egyedülálló nő, 7,6% egyedülálló férfi, 19,5% pedig nem család. 14,3% egyedül élt; 2,5%-uk 65 éves vagy idősebb. Egy háztartásban átlagosan 3,21 személy élt; a családok átlagmérete 3,54 fő.
A medián életkor 29,5 év volt. A város lakóinak 37,8%-a 18 évesnél fiatalabb, 7,4% 18 és 24 év közötti, 31,7%-uk 25 és 44 év közötti, 19,2%-uk 45 és 64 év közötti, 3,9%-uk pedig 65 éves vagy idősebb. A lakosok 50,6%-a férfi, 49,4%-a pedig nő.

### 2000
A 2000-es népszámláláskor  a városnak 1286 lakója, 440 háztartása és 337 családja volt. A népsűrűség 1504,6 fő/km2. A lakóegységek száma 492, sűrűségük 575,6 db/km2. A lakosok 91,14%-a fehér, 0,39%-a afroamerikai, 0,31%-a indián, 1,79%-a ázsiai, 0,47%-a a Csendes-óceáni szigetekről származik, 2,8%-a egyéb-, 3,11%-a pedig kettő vagy több etnikumú. A spanyol vagy latino származásúak aránya 3,81% (2,6% mexikói,   1,2% pedig egyéb spanyol/latino származású.)
A háztartások 50,7%-ában élt 18 évnél fiatalabb. 64,1% házas, 8,6% egyedülálló nő; 23,4% pedig nem család. 17,7% egyedül élt; 3,2%-uk 65 éves vagy idősebb. Egy háztartásban átlagosan 2,92 személy élt; a családok átlagmérete 3,31 fő.
A város lakóinak 35,8%-a 18 évesnél fiatalabb, 7,8% 18 és 24 év közötti, 39,9%-uk 25 és 44 év közötti, 12,5%-uk 45 és 64 év közötti, 4%-uk pedig 65 éves vagy idősebb. A medián életkor 29 év volt. Minden 100 nőre 97,5 férfi jut; a 18 évnél idősebb nőknél ez az arány 93,4.
A háztartások medián bevétele 57 500 amerikai dollár, ez az érték családoknál $61 932. A férfiak medián keresete $42 300, míg a nőké $26 818. A város egy főre jutó bevétele (PCI) $21 354. A családok 3,1%-a, a teljes népesség 3,2%-a élt létminimum alatt; a 18 év alattiaknál ez a szám 2,1%, a 65 évnél idősebbeknél pedig 4,6%.

## Oktatás
A városban az oktatást három, a Banksi Iskolakerület által üzemeltetett közintézmény ( Banks Elementary School, Banks Junior High School és Banks High School), és egy, a Buxtontól nem messze lévő magániskola (Christian Academy) biztosítja.

## Fordítás
Ez a szócikk részben vagy egészben  a   Banks, Oregon című angol Wikipédia-szócikk ezen változatának fordításán alapul.  Az eredeti cikk szerkesztőit annak laptörténete sorolja fel. Ez a jelzés csupán a megfogalmazás eredetét és a szerzői jogokat jelzi, nem szolgál a cikkben szereplő információk forrásmegjelöléseként.